# Bradystichus
Genre
Bradystichus est un genre d'araignées aranéomorphes de la famille des Dolomedidae.

## Distribution
Les espèces de ce genre sont endémiques de Nouvelle-Calédonie.

## Liste des espèces
Selon World Spider Catalog (version 25.5, 08/02/2025) :
- Bradystichus aoupinie Platnick & Forster, 1993
- Bradystichus calligaster Simon, 1884
- Bradystichus crispatus Simon, 1884
- Bradystichus panie Platnick & Forster, 1993
- Bradystichus tandji Platnick & Forster, 1993

## Systématique et taxinomie
Ce genre a été décrit par Simon en 1884 dans les Bradystichidae. Il est placé dans les Lycosidae par Simon en 1898, dans les Bradystichidae par Lehtinen en 1967, dans les Pisauridae par Platnick et Forster en 1993 puis dans les Dolomedidae par Morris, Hazzi et Hormiga en 2025.

## Publication originale
- Simon, 1884 : « Description d'une nouvelle famille de l'ordre des Araneae (Bradystichidae). » Annales de la Société entomologique de Belgique, vol. 28, p. 297-301 (texte intégral).